# Joseph Vernon Fougère
Pour les articles homonymes, voir Fougère (homonymie).
 Joseph Vernon Fougère, né le 20 mai 1943 à Petit-de-Grat  en Nouvelle-Écosse (Canada) et mort le 18 juin 2013 à Charlottetown, à l'Île-du-Prince-Édouard,  est un prélat catholique canadien.

## Biographie
J. Fougère  est ordonné prêtre en 1969. En 1991, il est nommé  évêque de Charlottetown.  Mgr Fougère démissionne en 2009.

## Sources
- Profil sur Catholic hierarchy